# Wahlen zum Repräsentantenhaus der Vereinigten Staaten 1926
Bei den Wahlen zum Repräsentantenhaus der Vereinigten Staaten 1926 wurden am 2. November 1926 die Abgeordneten des Repräsentantenhauses gewählt. Im Bundesstaat Maine fanden die Wahlen bereits am 13. September statt. Die Wahlen waren Teil der allgemeinen Wahlen zum 70. Kongress der Vereinigten Staaten in jenem Jahr, bei denen auch ein Drittel der US-Senatoren gewählt wurden. Da die Wahlen etwa in der Mitte der Amtszeit des Republikanischen Präsidenten Calvin Coolidge stattfanden (Midterm Election), galten sie auch als Votum über die bisherige Politik des Präsidenten.
Zum Zeitpunkt der Wahlen bestanden die Vereinigten Staaten aus 48 Bundesstaaten. Die Zahl der zu wählenden Abgeordneten war 435. Die Sitzverteilung basierte auf der Volkszählung von 1910. (Wegen fehlender politischer Mehrheiten wurde die eigentliche Anpassung nach den Zahlen der Volkszählung von 1920 nicht vorgenommen. Die nächste Anpassung erfolgte erst im Jahr 1932 mit den Daten der Volkszählung von 1930).
Bei der Wahl gewannen die Demokraten 11 Sitze hinzu, während die Republikaner 9 Sitze verloren. Mit 238 Sitzen konnten die Republikaner ihre absolute Mehrheit behaupten. Ein herausragendes Wahlkampfthema gab es nicht. Die Veränderungen waren bundesweit gesehen eher minimal. Die Wähler des Jahres 1926 waren überwiegend für den Erhalt des Status quo. Themen, die im Wahlkampf eine Rolle spielten, aber keine entscheidende Dominanz entwickelten, waren unter anderem die Prohibition, staatliche soziale Fürsorge, das Verhältnis zwischen Regierung und freier Wirtschaft und der anhaltende Wirtschaftsaufschwung.
Vor allem in den Südstaaten war das Wahlrecht durch Gesetze eingeschränkt, die das Wahlrecht an ein bestimmtes Steueraufkommen knüpften. Dadurch wurden ärmere Weiße, vor allem aber viele Afro-Amerikaner, vom Wahlrecht ausgeschlossen. Diese Einschränkungen galten bis zur Verabschiedung des 24. Zusatzartikel zur Verfassung der Vereinigten Staaten im Jahr 1964.

## Wahlergebnis
- Demokratische Partei 194 (183) Sitze
- Republikanische Partei 238 (247) Sitze
- Farmer Labor Party: 2 (3) Sitze
- Sonstige: 1 (2) Sitze

Gesamt: 435 (435)
In Klammern sind die Ergebnisse der letzten Wahl zwei Jahre zuvor. Veränderungen im Verlauf der Legislaturperiode, die nicht die Wahlen an sich betreffen, sind bei diesen Zahlen nicht berücksichtigt, werden aber im Artikel über den 70. Kongress im Abschnitt über die Mitglieder des Repräsentantenhauses bei den entsprechenden Namen der Abgeordneten vermerkt. Das Gleiche gilt für Wahlen in Staaten, die erst nach dem Beginn der Legislaturperiode der Union beitraten. Daher kommt es in den Quellen gelegentlich zu unterschiedlichen Angaben, da manchmal Veränderungen während der Legislaturperiode in die Zahlen eingearbeitet wurden und manchmal nicht.

## Weblink
- Party Divisions